# جون كيث
جون كيث (بالإنجليزية: John Keith)‏ هو لاعب كرة قدم أمريكية أمريكي، ولد في 4 فبراير 1977 في نيونان في الولايات المتحدة.

## وصلات خارجية
- جون كيث على موقع مرجع كرة القدم المحترفة.كوم (الإنجليزية)